# ممراح
المِمْراح (الاسم العلمي: Dolichonyx oryzivorus)، هو نوع من الطيور يتبع فصيلة الصفراويات ضمن رتبة العصفوريات. وهو النوع الوحيد في جنسه. وهو طائر مُغرِّد، وموطنه الأصلي في أمريكا الشمالية. يقتات بالحبوب ويعتبر طائراً مؤذياً لأنه يؤذي محاصيل الرز.

## الوصف والسلوك
يبلغ طول المِمْراح نحو 18 سم، ويكون لون الذكر منه في أواخر الربيع والصيف أسود مع وجود بقع كبيرة صفراء وبيضاء على رأسه، وظهره، وجناحيه. ويكون للذكر نفس ألوان الأنثى في الخريف، وهو اللون الأسمر المشوب بالصفرة مع وجود خطوط سوداء على الرأس والظهر. يهاجر الممراح مسافات طويلة بين موطنه في الصيف وموطنه في الشتاء. وتوجد طيور الممراح خلال فصل الصيف، وهو فصل التكاثر، في شمالي الولايات المتحدة وأواسطها وفي كندا. وتقضي هذه الطيور فصل الشتاء في أمريكا الجنوبية، في المنطقة الممتدّة من أواسط البرازيل وحتى الأرجنتين. وتبدأ رحلتها في الطيران في اتجاه الجنوب في شهري يوليو وأغسطس، حيث يكون الجو دافئًا. وتتوقف هذه الطيور عبر رحلتها لتتغذى في حقول الأرز. ولهذا السبب يطلق عليها أحيانًا طيور الأرز. وفي فصل الربيع تعود إلى موطنها الصيفي في الشمال. وتبني طيور المِمْراح أعشاشها في الحقول والمروج الخضراء. وهي تبني عُشًا صغيرًا على الأرض، تحت الحشائش الطويلة أو البرسيم. وتضع الأنثى من أربع إلى سبع بيضات رمادية ضاربة إلى البياض أو سمراء تميل للصفرة مع خطوط وبقع بنية وأرجوانية فاتحة.